# دهستان نگور
دهستان نگور، یکی از دهستان‌های بخش مرکزی شهرستان دشتیاری در استان سیستان و بلوچستان ایران است. مرکز این دهستان، روستای نوبندیان پایین است.

## جمعیت
بر پایه سرشماری عمومی نفوس و مسکن در سال ۱۳۹۵، جمعیت دهستان نگور برابر با ۲۱٬۰۹۲ نفر بوده‌است.